# John Lucas
Pour les articles homonymes, voir John Lucas (homonymie).
John Randolph Lucas (né le 18 juin 1929 à Guildford et mort le 5 avril 2020 dans le Somerset) est un philosophe britannique.

## Biographie
John Lucas a d'abord étudié les mathématiques, puis les grands philosophes, pour faire une carrière dans la faculté de philosophie du collège Merton à Oxford, Angleterre.
Ses intérêts philosophiques ont inclus entre autres les implications du théorème d'incomplétude de Gödel, les problèmes de philosophie de l'esprit et volonté libre et déterminisme, philosophie de la science, espace-temps et causalité, principes politiques, comportement éthique particulièrement en affaires, et aspects de la philosophie de la religion. Lucas est connu pour un essai Esprits, Machines et Gödel dans lequel il critique l'approche computationnaliste, en affirmant qu'un humain mathématicien ne peut pas être représenté de façon précise par un automate.

## Livres
- Principles of Politics, 1966 (ed.)  (ISBN 0198247745)
- The Concept of Probability 1970  (ISBN 0198243405)
- The Freedom of the Will, 1970  (ISBN 019824343X)
- The Nature of Mind, 1972
- The Development of Mind, 1973
- A Treatise on Time and Space, 1973  (ISBN 0416750702)
- Essays on Freedom and Grace, 1976  (ISBN 0281029326)
- Democracy and Participation, 1976  (ISBN 0140218823)
- Butler's Philosophy of Religion Vindicated 1978  (ISBN 0907078060)
- On Justice, 1980  (ISBN 019824598X)
- Space, Time and Causality, 1985 (avec P. E. Hodgson)  (ISBN 0198750579)
- The Future, 1989  (ISBN 0631166599)
- Spacetime and Electromagnetism, 1990 (avec P. E. Hodgson)  (ISBN 0198520387)
- Responsibility, 1993  (ISBN 019823578X)
- Ethical Economics, 1997 (avec M. R. Griffiths)  (ISBN 0312163983)
- Conceptual Roots of Mathematics 1999  (ISBN 041520738X)
- An Engagement with Plato's « Republic » 2003 (avec B. G. Mitchell)  (ISBN 0754633667)